# Lionneta veli
Espèce
Statut de conservation UICN

 EN B1ab(iii)+2ab(iii) : En danger
Lionneta veli est une espèce d'araignées aranéomorphes de la famille des Oonopidae.

## Distribution
Cette espèce est endémique des Seychelles. Elle se rencontre sur Curieuse et Grande Sœur.

## Description
Lionneta veli mesure de 1,71 à 1,79 mm.

## Étymologie
Cette espèce est nommée en l'honneur de Terence Vel.

## Publication originale
- Saaristo, 2002 : New species and interesting new records of spiders from Seychelles (Arachnida, Araneaea. Phelsuma, vol. 10, suppl. A, p. 1-31 (texte intégral).